# Polana squalera
Polana squalera är en insektsart som beskrevs av Delong och Freytag 1972. Polana squalera ingår i släktet Polana och familjen dvärgstritar. Inga underarter finns listade i Catalogue of Life.